# La Arrolladora Banda El Limón
La Arrolladora Banda El Limón, dont le nom complet est « La Arrolladora Banda El Limón de René Camacho », et qui est généralement appelée par son public, et dans les médias La Arrolladora est une Banda de Sinaloa qui a été créée en 1997, à Mazatlán, par René Camacho.
La Arrolladora Banda El Limón a hérité du patrimoine artistique et du savoir-faire de la Banda El Limón  qui avait été créée en 1964, dans le village de El Limón de los Perazas, dans la Municipalité de San Ignacio (es), et qui était, à partir de 1976, surtout basée à Mazatlán.

## Effectif
Les bandas de Sinaloa, comme tous les groupes musicaux d'une certaine taille sont inévitablement soumis à des changements de personnels qui dépendent non seulement des projets personnels des musiciens, mais souvent aussi des évènements et des accidents de la vie. Les listes de membres sont souvent incomplètes ou publiées avec un décalage dans le temps ou contiennent des erreurs de mise à jour. Une histoire détaillée de leurs effectifs est, généralement, à peu près impossible à dresser. Les listes d'artistes que l'on peut trouver à une date donnée permettent toutefois de caractériser le type d'orchestre en termes des instruments utilisés et du nombre de leurs membres.
| Nom du musicien                  | 2010              | 2020                      | 2021                      |
| -------------------------------- | ----------------- | ------------------------- | ------------------------- |
| Armando Velarde Herrera          |                   | Trompette                 | Trompette                 |
| Candelario Urias Vásquez         |                   | Tuba                      | Tuba                      |
| Eric Alberto Iturralde Lizárraga |                   | Trompette                 | Trompette                 |
| Esaúl García Morales             |                   | Première voix             | Première voix             |
| Fernando Camacho                 | Directeur musical | Directeur musical         | Directeur musical         |
| Ignacio Sánchez Plascencia       |                   | Trompette                 | Trompette                 |
| José Isidro Beltrán Cuen         | Première voix     | Première voix             | Première voix             |
| Juan Francisco Osuna Arámburo    | Clarinette        | Clarinette                | Clarinette                |
| Julio Emmanuel Herrera Lamarque  |                   | Trombone                  | Trombone                  |
| Marco Antonio Osuna Terriquez    |                   | Clarinette                | Clarinette                |
| Marco Antonio Ramírez Montes     |                   | Clarinette                | Clarinette                |
| Miguel René Hernández Rosas      |                   | Trompette                 | Trompette                 |
| Norberto Cordero Magallón        |                   | Armonia                   | Armonia                   |
| Omar Alonso Nieves Castañon      |                   | Trombone                  | Trombone                  |
| Orlando Noe Gómez Ávalos         |                   | Trombone                  | Trombone                  |
| René Camacho Pérez               | Clarinette        | Clarinette                | Clarinette                |
| Ricardo Camacho Volantín         |                   | Armonia                   | Armonia                   |
| Salvador Aguilar Cruz            |                   | Tambora                   | Tambora                   |
| Salvador Arzate Preciado         |                   | Tambora                   | Tambora                   |
| Víctor Manuel Castillo Ibarra    |                   | Caisses claires (tarolas) | Caisses claires (tarolas) |
| Vincen Eder Melendres García.    |                   | Première voix             | Première voix             |

## Sources
- (es) « Las 7 curiosidades de Vincen Melendres », sur Soy Grupero, Mundo grupero, Ciudad de México, Grupo Medios S.A. de C.V, 10 décembre 2019.
- (es) « Un Honor invitar a cantar a un gran amigo Gaby Melendres », sur Facebook, Banda Elemental, Mazatlán, Sinaloa, 6 octobre 2019.
- (en) « La Arrolladora Banda el Limón de René Camacho, Corridos Arrolladores », sur All Music, Goshen, NY, Netaktion LLC (consulté le 25 novembre 2021).
- (es) « La Arrolladora Banda El Limón de René Camacho » [html], sur Wikibanda, Fandom en español, San Francisco, California, Fandom, Inc (consulté le 25 novembre 2021).
- (es) « Anexo:Discografia de La Arrolladora Banda El Limón de René Camacho » [html], sur Wikibanda, Fandom en español, San Francisco, California, Fandom, Inc (consulté le 25 novembre 2021).
- (en) Billboard Staff, « Billboard Latin Music Awards: Complete List of 2014 Finalists » [html], sur Billboard, Billboard, New York City, Billboard Media, LLC/Penske Media Corporation, 2 mai 2014.
- (en) Billboard Staff, « Billboard Latin Music Awards 2014: Complete Winners List » [html], sur Billboard, Billboard, New York City, Billboard Media, LLC/Penske Media Corporation, 24 avril 2014.